# Ingénieur-savant
 (décembre 2024).
Les ingénieurs-savants sont des ingénieurs français du début du XIXe siècle, férus de mathématiques qui, à l'occasion de problèmes concrets qu'ils ont à traiter, mettent au point des théories mathématiques ou physiques aidant à comprendre ces sujets techniques. C'est, à l'époque, la naissance de la théorie des machines, de la thermodynamique, de la résistance des matériaux,...

## Contexte
La Révolution française met en place un système de recrutement des élites qui ne repose plus sur l'appartenance à la noblesse, mais sur la réussite à des concours où le recrutement repose sur les mathématiques. En particulier, la création de l'École polytechnique en 1794 attire des jeunes gens capables en mathématiques qui, dès la sortie de l'École, sont insérés dans des grands corps de l'État qui leur donnent des responsabilités concrètes de chef de projet dans des domaines comme les ponts et chaussées, la construction des chemins de fer et des locomotives, la construction de phares et balises, la compréhension des phénomènes électriques et la création de machines, etc. Il s'ensuit une grande quantité de découvertes scientifiques ayant des applications concrètes immédiates,.
L'ingénieur-savant n'essaie pas de faire réaliser des progrès aux mathématiques (même s'il y aboutit parfois), mais il essaie principalement de trouver des modèles mathématiques aux problèmes de physique ou d'ingénierie.
L'existence même de tels ingénieurs-savants était difficile avant la Révolution française du fait de différents types de contraintes, :
- Contraintes matérielles : l'État ne rémunérait généralement pas ce genre de personnes,
- Contraintes de quartiers de noblesse : les charges civiles étaient héréditaires et les officiers de l'armée devaient être nobles,
- Contraintes religieuses : certaines théories rencontraient des réticences de l'Église catholique (en géologie, astronomie, théorie de l'évolution).

Selon Konstantinos Chatzis, le milieu polytechnicien de la première moitié du 19e siècle est particulièrement favorable à la circulation de la connaissance scientifique. L'un des facteurs déterminants est que le besoin élevé d'officiers scientifiques dans les guerres napoléoniennes ainsi que sa curiosité personnelle conduisent le général Bonaparte à s'intéresser personnellement à l'École polytechnique ainsi qu'au développement des sciences. Napoléon anoblit d'ailleurs de nombreux ingénieurs-savants, dont les principaux fondateurs de l'École polytechnique :  Lagrange, Monge, Lazare Carnot...

## Exemples d'ingénieurs-savants
- L'abbé Charles Bossut (1730-1814) est un géomètre. Il étudie notamment la résistance que l'eau oppose au mouvement des navires et aux projets de canaux. Après la Révolution, il est professeur à Polytechnique.
- Gaspard Monge (1746-1818), connu surtout pour ses travaux sur la géométrie descriptive, est un ami de Napoléon Ier qu'il incite à s'intéresser aux sciences.
- Lazare Carnot (1753-1823), officier-ingénieur du génie, s'intéresse au calcul différentiel, à la mécanique statique et dynamique, à l'architecture, et a un rôle moteur dans la création de l'École polytechnique[9].
- Gaspard de Prony (1755-1839), ingénieur et directeur de l'École nationale des ponts et chaussées, perfectionne la science des ponts, de la topographie, de l'hydraulique, de l'exploitation des tables de logarithmes.
- Charles Dupin (1784-1873) est un ingénieur du génie maritime. Il étudie la théorie de la courbure des surfaces et la mécanique en relation avec la marine[10].
- Augustin Fresnel (1788-1827), ingénieur du Corps des ponts et chaussées, élabore la théorie de la diffraction de la lumière
- Jean-Victor Poncelet (1788-1867), ingénieur et général français, invente un modèle de turbine, une « roue hydraulique à aubes courbes » et un système original de pont-levis.
- Gaspard-Gustave de Coriolis (1792-1843), ingénieur du Corps des ponts et chaussées, découvre la force qui porte son nom. Professeur à Polytechnique, il définit la notion de travail d'une force, et calcule l'équation de la chaînette d'égale résistance[11].
- Claude Henri Navier (1785-1836).
- Sadi Carnot (1796-1832), officier-ingénieur du génie, découvre le premier et le deuxième principes de la thermodynamique.
- Émile Clapeyron (1799-1864), ingénieur du Corps des mines, est un pionnier des chemins de fer et des calculs d'élasticité des ponts.